# Ned Miller
Henry Ned Miller, född 12 april 1925 i Rains i Utah, död 18 mars 2016 i Medford i Oregon, var en amerikansk sångare, som hade en stor hit 1963 med "From A Jack To A King".

## Diskografi (urval)
Album
- 1963 – From a Jack to a King
- 1965 – Ned Miller Sings the Songs of Ned Miller
- 1965 – The Best of Ned Miller
- 1967 – Teardrop Lane
- 1968 – In the Name of Love
- 1970 – Ned Miller's Back
- 1981 – From a Jack to a King

Singlar (på Billboard Hot Country Songs)
- 1962 – "From a Jack to a King" (återutgivning, originalen från 1957) (#2)
- 1962 – "One Among the Many" (#27)
- 1963 – "Another Fool Like Me" (#28)
- 1964 – "Invisible Tears" (#13)
- 1965 – "Do What You Do Do Well" (#7)
- 1965 – "Whistle Walkin'" (#28)
- 1966 – "Summer Roses" (#39)
- 1966 – "Teardrop Lane" (#44)
- 1967 – "Hobo" (#53)
- 1968 – "Only a Fool" (#61)
- 1970 – "Lover's Song" (#39)